# Korapat Kirdpan
Korapat Kirdpan (กรภัทร์ เกิดพันธุ์), noto anche con lo pseudonimo di Nanon (นนน) (Bangkok, 18 dicembre 2000), è un attore, cantante e conduttore televisivo thailandese.

## Biografia
Figlio dell'attore Khunakorn Kirdpan e di Poonsuk Kirdpan, ha una sorella minore, Pitchaporn Kirdpan. 
Nanon è un attore e cantante sotto GMMTV e Riser Music. Dopo essersi diplomato alla Amatyakul School a Bangkok, ha continuato a studiare recitazione e regia al Srinakharinwirot University's College of Social Communication Innovation.
Comincia ad apparire in televisione dai tre anni, in diverse pubblicità; debutta da attore con ruoli ricorrenti nelle serie Hormones - Wai wawun e Ugly Duckling - Luk pet khire. È poi passato a ruoli da protagonista, come quello di S in Run phi Secret Love, recitando in coppia con Kanyawee Songmuang (Thanaerng), e Oh in My Dear Loser - Rak mai aothan, in coppia con Ramida Jiranorraphat (Jane).
Dal 2018 è anche tra i conduttori dei programmi televisivi Rod rong rian e Beauty & The Babes Soo Taai My First Date.
Raggiunge la fama interpretando Pran nella serie Bad Buddy insieme al collega Ohm Pawat nel 2021.

## Filmografia

### Cinema
- Bookworm Beauty (2018)
- My Precious - regia di Fon Kanittha Kwanyoo (2023)

### Televisione
- E-Sa Raweechuangchoti (The Actress) - serie TV (2013)
- Hormones - Wai wawun - serie TV (2014-2015)
- Ugly Duckling - Luk pet khire - serie TV, 7 episodi (2015)
- Wonder Teacher Series - serie TV (2015)
- Love Flight - miniserie TV (2015)
- Run phi Secret Love - serie TV, 14 episodi (2016-2017)
- Little Big Dream - Khwam fan an sungsut - film TV (2016)
- The Legend of King Naresuan - The Series - serie TV, 12 episodi (2017)
- My Dear Loser - Rak mai aothan - serie TV, 10 episodi (2017)
- Ra Rerng Fai - serie TV (2017)
- #WaysToProtectRelationship - serie TV, 3 episodi (2017)
- YOUniverse - Chakkrawan thoe - webserie, 4 episodi (2018)
- The Gifted - Nak rian phalang kif - serie TV (2018)
- Blacklist - serie TV, 12 episodi (2018)
- Turn left Turn Right - serie TV, 10 episodi (2020)
- The Gifted Graduation - serie TV, 13 episodi (2020)
- The Leaked - serie TV, 3 episodi (2020)
- Bad Buddy - serie TV, 12 episodi (2021-2022)
- Never Too Late - serie TV, 16 episodi (2021)
- Vice Versa - serie TV, 12 episodi (2022)
- Dirty Laundry - serie TV, 6 episodi (2023)
- Midnight Museum - serie TV, guest episodi 5-7,10 (2023)
- UMG - serie TV, 16 episodi (2023)
- Our Skyy 2 - serie TV, episodi 13-16 (2023)
- The Jungle - serie TV, 16 episodi (2023)
- My Precious The Series - serie TV, 10 episodi (2024)

## Programmi televisivi
- Rod rong rian (GMM 25, 2018)
- Beauty & The Babes soo taai My First Date (YouTube/Line TV, 2018)

## Discografia

### Singoli
- 2017 - Gwah ja roo jai tua eng
- 2018 - YOUniverse - Chakkrawan thoe
- 2020 - Love Score ft Sizzy
- 2020 - Cute cute
- 2021 - Just Friend? (ost Bad Buddy)
- 2021 - Our Song (ost Bad Buddy)
- 2023 - Knock Knock ft Jorin 4EVE
- 2023 - Beast Inside (ost The Jungle)
- 2023 - Pretend (ost The Jungle)

### Album
- 2023 - The secrets of the Universe